# Fujiwara-effect

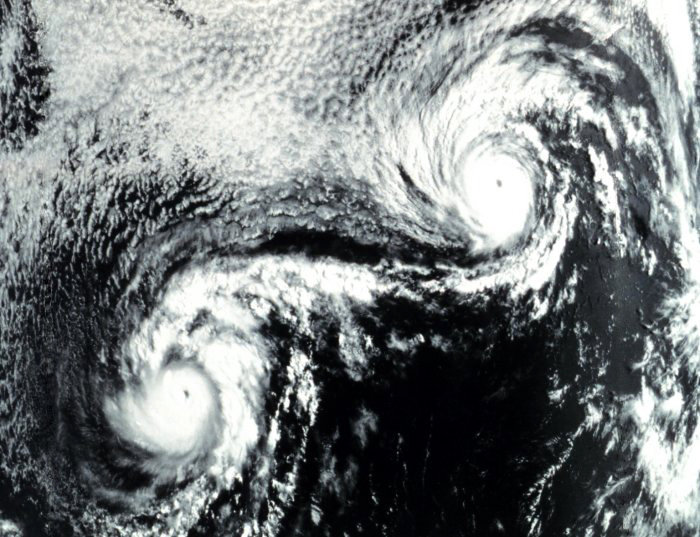
De orkanen Ione en Kirsten gevangen in het Fujiwara-effect, tijdens het orkaanseizoen van de oostelijke Grote Oceaan van 1974.

Het Fujiwara-effect treedt op tussen twee cyclonische draaikolken of vortices, als deze elkaar naderen. De twee cyclonen zullen dan een baan beschrijven om een gemeenschappelijk punt. De beschrijving hieronder is toegespitst op tropische cyclonen, maar het effect is van toepassing op allerlei soorten vortices, niet alleen in gassen, maar ook in vloeistoffen.

## Beschrijving
Als twee cyclonen elkaar naderen, zullen de ogen van de beide stormen in een spiraalvorm om een gemeenschappelijk punt draaien dat tussen beide in gelegen is. Als het Fujiwara-effect niet wordt onderbroken, zal dit doorgaan, totdat de cyclonen zo dicht bij elkaar komen, dat zij in elkaar opgaan. De twee stormen draaien in die richting om elkaar heen, waarin zijzelf ook draaien; dus op het noordelijk halfrond draaien de cyclonen tegen de wijzers van de klok in om het gemeenschappelijke punt en op het zuidelijk halfrond draaien de cyclonen met de wijzers van de klok mee om het gemeenschappelijk punt. Als de twee cyclonen ongeveer gelijk van omvang en sterkte zijn, zal het gemeenschappelijke punt ook min of meer in het midden uitkomen. Hoe groter het verschil tussen beide cyclonen, des te dichter het gemeenschappelijke punt bij de grotere, zwaardere storm komt te liggen. Met andere woorden: bij een kleine en een grote cycloon, zal het lijken alsof de kleine om de grote draait, steeds verder naar binnen komt en ten slotte door de grotere cycloon wordt opgenomen. Het effect wordt vooral manifest als twee tropische cyclonen van tropische-storm-status of meer elkaar naderen tot 1450 km of minder. Meestal wordt het effect door factoren van buitenaf onderbroken en lopen de cyclonen weer van elkaar weg en het samengaan van twee stormen of de opname van de een door de ander is een zeldzaam verschijnsel (bijvoorbeeld Karen in 1995 werd opgenomen door Iris).

## Geschiedenis
Het effect is genoemd naar Dr. Sakuhei Fujiwara, de latere directeur van het Centraal Meteorologisch Bureau te Tokio, die in 1921 voor het eerst over dit fenomeen publiceerde.

## Voorbeelden
- Tijdens het Atlantisch orkaanseizoen 1958: Helene en Ilsa
- Tijdens het Atlantisch orkaanseizoen 1995: Humberto en Iris en later Karen en Iris.